# أليسون كروفت
أليسون كروفت (بالإنجليزية: Alyson Croft)‏ هي ممثلة أمريكية، ولدت في 5 يونيو 1975.

## وصلات خارجية
- أليسون كروفت على موقع IMDb (الإنجليزية)
- أليسون كروفت على موقع قاعدة بيانات الفيلم (الإنجليزية)